# Савонарола (кресло)
Савонарола (итал. savonarola) — тип мебели, раскладной деревянный стул с серповидными, перекрещивающимися под сиденьем ножками на шарнире и небольшой спинкой.
Такой стул происходит от древнеримских курульных кресел, которые, в свою очередь, восходят к мебели древних этрусков. Стулья савонарола использовали в Средневековье и в эпоху итальянского Возрождения. Они находились в частных домах, в монастырских скрипториях — отсюда ассоциация с именем Джироламо Савонаролы (1452—1498), монаха доминиканского ордена, настоятеля монастыря Сан Марко во Флоренции. Стулья савонарола, как и скабелло, кресла дантеска, копировали в период историзма и неостилей середины и второй половины XIX в..
В XX в. знаменитый архитектор Людвиг Мис ван дер Роэ разработал модель кресла для немецкого павильона на Всемирной выставке в Барселоне 1929 г. Кресло, впоследствии ставшее знаменитым, также получило название «Barcelona». Его конструкция вполне современная, дизайнерская, но она восходит к древнеримским курульным креслам и стульям савонарола.